# Тверитинов, Евгений Павлович
Евгений Павлович Тверитинов (19 [31] мая 1850, Кронштадт, Санкт-Петербургская губерния — 3 апреля 1920, Кронштадт, Петроградская губерния) — офицер Российского императорского флота, первый русский флотский электрик, специалист по минной и корабельной электротехнике, изобретатель и создатель нового типа электрического аккумулятора. Редактор газеты «Кронштадтский вестник», издатель газеты «Котлин», Главный минёр Кронштадтского порта, генерал-майор по Адмиралтейству.
Впервые в России оборудовал боевые корабли установками электрического освещения, организовал электрическую иллюминацию Кремля и колокольни Ивана Великого при коронации императора Александра III и его супруги.

## Биография
Евгений Павлович Тверитинов родился 19 (31) мая 1850 года в Кронштадте в дворянской семье потомственного морского офицера Павла Петровича Тверитинова, правнук генерал-майора Адмиралтейства Алексея Владимировича Тверитинова (1742—1798).

### Служба в Российской империи
В 1867 году Евгений был определён воспитанником в Морской кадетский корпус, который в том же году переименовали в Морское училище. В 1871 году, после окончания училища и производства в мичманы, был направлен для прохождения службы в 5-й Флотский экипаж, служил на парусно-винтовом фрегате «Светлана». В 1872—1873 годах совершил двухгодичное кругосветное плавание, во время которого посетил Японию и США. 11 октября 1874 года был прикомандирован к Морскому училищу, где прослушал курс лекций в офицерском классе. 15 октября 1876 года успешно окончил курс «с правом носить Академический знак».
В 1876—1877 годах учился в Минном офицерском классе в Кронштадте. После окончания учёбы получил квалификационное звание минного офицера 2-го разряда. В январе 1878 года был назначен 2-м флагманским минным офицером Минного отряда по электроосвещению. В феврале 1878 года в ходе русско-турецкой войны был командирован на Черноморский флот, служил на минном транспорте «Великий Князь Константин» под командованием капитана 1-го ранга С. О. Макарова, принимал участие в первом в истории успешном применении кораблём минно-торпедного оружия. 22 августа 1878 года Тверитинов был направлен на Всемирную промышленную выставку в Париж для изучения систем электрического освещения. В 1878 году стал членом Русского физико-химического общества (РФХО).
С возвращением в Кронштадт был прикомандирован в Минный офицерский класс преподавателем судового электричества и электроосвещения, а также курса оборонительных мин. По его инициативе была открыта мастерская по ремонту динамо-машин постоянного тока в здании бывшей Первой парусной мастерской (ныне цех Морского завода). В ноябре 1878 года участвовал в установке первого в России уличного электрического освещения на Павловской улице (ныне Флотская) и в казармах Кронштадта. В декабре руководил работами по электрическому освещению Зимнего дворца и Михайловского манежа, устанавливал там первые электрические светильники «свечи Яблочкова». В 1879 году оборудовал освещение в механических мастерских и на эллинге в Кронштадте, впервые в России установил «свечи Яблочкова» на броненосные корабли «Пётр Великий», «Адмирал Лазарев», «Вице-Адмирал Попов» и яхте «Ливадия», а также провёл освещение в Гатчинском дворце. В 1880 году стал членом электротехнического отдела Русского Императорского Технического общества.
В 1881 году руководил работами по освещению порта и цехов Пароходного завода, а затем Большого Невского фарватера. В том же году участвовал в Ахал-Текинской экспедиции в Туркестане, во время которой провёл опыты с электрическими корабельными прожекторами в пустыне. В 1881—1883 годах совместно с С. О. Макаровым разработал систему дальней сигнализации с помощью прожекторов и поднимаемых на воздушных шарах электрических ламп.
В 1881 году лейтенант флота Тверитинов был назначен заместителем Правительственного комиссара «Русского отделения» профессора Д. А. Лачинова на Всемирной электрической выставке в Париже. За изобретение коммутатора, параллельно соединяющего две динамо-машины Сименса последовательного возбуждения, нового типа электрической лампочки с двумя парами углей, сигнального фонаря и фонаря для подводных работ Тверитинов был удостоен почётного диплома этой выставки.
В декабре 1881 года был уволен со службы для представления Государю Императору Александру III. Продолжал заниматься освещением электричеством Гатчинского дворца, а также знакомил с основами электротехники и минного дела сыновей царя Георгия и Михаила. В 1882 году в Гатчине была построена царская шлюпка, оснащённая электрическим двигателем, работающим от аккумулятора нового типа, разработанного и созданного Тверитиновым. Зарядка аккумуляторов шлюпки производилась на временной дворцовой электростанции. Созданный им тип аккумулятора с пастированными электродами с 1884 года стал изготавливаться в промышленных масштабах, и в том же году по предложению Тверитинова был построен катер-электроход.

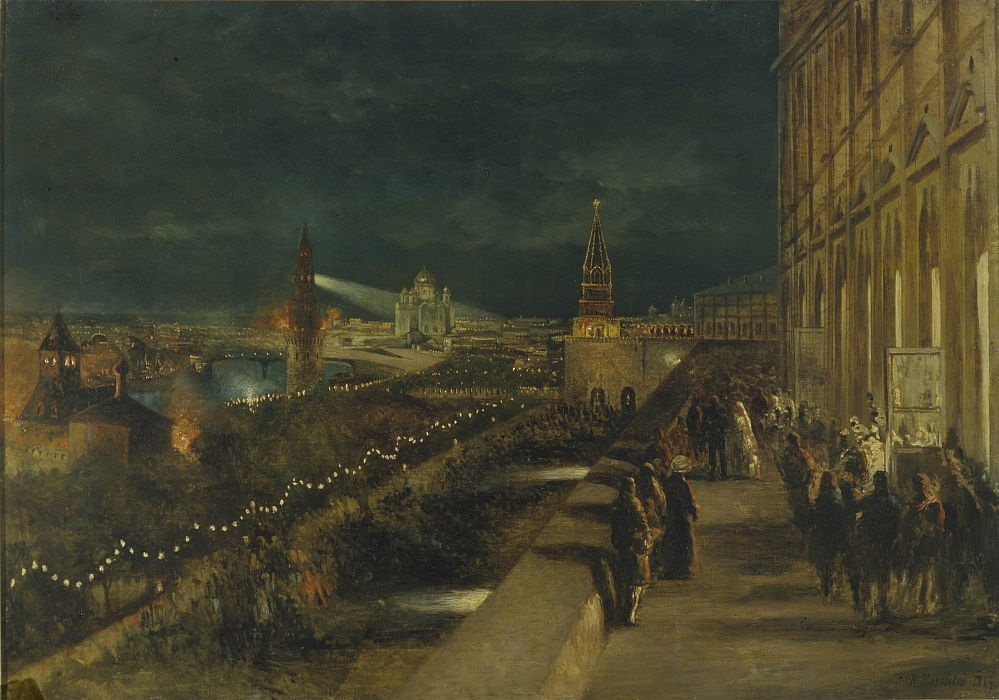
Николай Маковский. Иллюминация Москвы по случаю коронации 1883 года

В феврале 1883 года был командирован вместе с матросами Минного отряда в Москву для устройства иллюминации Кремля во время коронования императора Александра III и императрицы Марии Фёдоровны. Матросы под руководством Тверитинова установили на стенах Кремля и колокольни Ивана Великого за три месяца элементы иллюминации, которая была включена с 15 по 17 мая. В день коронации 15 мая лейтенант Тверитинов был пожалован орденом Святого Станислава 2 степени, а 1 июня был награждён императором золотыми часами с цепочкой, 3 ноября 1883 года — тёмно-бронзовой медалью «В память коронации императора Александра III». В октябре-ноябре 1883 года Тверитинов участвовал во Всемирной электрической выставке в Вене. В 1883 году пригласил на преподавательскую работу в Минном офицерском классе А. С. Попова:133.
В 1880-е годы по инициативе Тверитинова был открыт Электрический завод в Кронштадте, который изготавливал для Морского ведомства динамо-машины, аккумуляторы, прожекторы и другие электротехнические приборы. На этом заводе с 1884 года было организовано производство нового типа морского аккумулятора с пастированными электродами.
В 1885 году Тверитинов разработал станцию подводного освещения, превосходящую импортные аналоги, в том же году создал специальный электрический фонарь для съёмок первым в мире подводным фотоаппаратом, который был изобретён российским водолазным врачом Н. А. Есиповым и младшим инженер-механиком Л. А. Родионовым.
В 1894—1895 годах капитан 2-го ранга:52 Тверитинов был редактором газеты «Кронштадтский вестник». 30 апреля 1895 года в этой газете появилась заметка (журналиста П. А. Рогозинского:119) о докладе А. С. Попова на заседании РФХО 25 апреля 1895 года. Заметка заканчивалась словами (которые приписывают Тверитинову): «Поводом ко всем этим опытам служит теоретическая возможность сигнализации на расстояние без проводников, наподобие оптического телеграфа, но при помощи электрических лучей»:51—52.
С 1 февраля 1896 года Тверитинов — редактор-издатель ежедневной морской, общественной и политической газеты «Котлин», которая издавалась в Кронштадте до 1917 года.
В 1899 году Учёный совет Санкт-Петербургского императорского электротехнического института Александра III присвоил Тверитинову звание Почётного инженера-электрика (это звание в том же году было присвоено А. С. Попову). В 1900 году в Кронштадте была создана первая в России мастерская по изготовлению, ремонту и проверке приборов для станций беспроволочного телеграфа (заведующий Е. Л. Коринфский), которая подчинялась Тверитинову. В 1905 году вышел в отставку в чине генерал-майора по Адмиралтейству.
Е. П. Тверитинов был музыкально одарённым человеком и играл на четырех музыкальных инструментах: скрипке, виолончели, арфе и фортепьяно. Семья Тверитинова дружила с Иоанном Кронштадтским, который крестил дочерей Тверитиновых и часто бывал у них дома.

### В советский период
В 1918 году Тверитинов поступил на службу, преподавал минное и телефонное дело в Минной школе, вёл занятия по электротехнике в Кронштадтской крепостной артиллерии.
В апреле 1920 года простудился и заболел воспалением лёгких. Умер 16 мая 1920 года. (По другим данным, умер от сердечного приступа во время обыска чекистами в его квартире). Похоронен 19 мая моряками и артиллеристами с воинскими почестями на Городском русском кладбище в Кронштадте рядом с первой женой. Его могила и надгробный памятник сохранились до наших дней.

## Награды и почётные звания
- Медаль в память русско-турецкой войны 1877-1878 гг. (1878);
- Орден Святого Станислава 3 степени (1879);
- Ордена Святого Владимира 4  степени (1880);
- Почётный диплом Всемирной электрической выставки в Париже (1881)[4];
- Орден Святого Станислава 2 степени (15 мая 1883);
- Медаль «В память коронации императора Александра III» (1 июня 1883)[5];
- Золотые часы с цепочкой от императора Александра III (1883);
- Орден Святой Анны 2 степени (1892);
- Орден Святого Владимира 3 степени (по данным 1915 г.);
- Почётный инженер-электрик[1].

## Память
В Кронштадте на улице Коммунистической (д.3а литА) установлена мемориальная доска сотрудникам Минного офицерского класса с надписью «В бывшем минном офицерском классе работали: генерал-майор Тверитинов Евгений Павлович (1850—1920) — преподаватель, почётный инженер-электрик; сподвижники изобретателя радио А. С. Попова Рыбкин Пётр Николаевич (1865—1948) — заведующий физическим кабинетом; полковник Троицкий Дмитрий Семёнович (1857—1918) — начальник крепостного телеграфа».